# 정숙왕후
정숙왕후 최씨(貞淑王后 崔氏, 생몰년 미상)는 조선 익조의 비로, 추존 왕후이며 태조 이성계의 증조모이다.

## 생애
등주(登州, 안변군)의 호장 최기열(崔基烈)의 딸이다. 이행리(李行里)의 두번째 부인으로, 첫번째 부인인 손씨(孫氏)가 일찍 죽자 이행리의 계처가 되었다.
생애에 대해서 자세히 기록된 것은 없으며, 1392년 증손자인 태조 이성계에 의해 남편 이행리(李行里)가 익왕(翼王)에 추존되면서 정비(貞妃)로 추존되었다.
1411년(태종 11년), 익왕이 익조(翼祖)의 묘호를 받으면서 정숙왕후(貞淑王后)로 추봉되었다.
슬하에 6남 1녀를 두었다. 능은 숙릉(淑陵)으로 남편 익조의 능인 지릉(智陵)과 함께 함경남도 문천군에 있다. 제일(祭日)은 음력 9월 20일이다.

## 가족 관계
- 남편 : 익조 (翼祖) 이행리(李行里)
  - 장남 : 함원대군(咸原大君) 이송(李松)
  - 차남 : 도조대왕(度祖大王) 이춘(李椿)
  - 3남 : 함천대군(咸川大君) 이원(李源)
  - 4남 : 함릉대군(咸陵大君) 이고태(李古泰)
  - 5남 : 함양대군(咸陽大君) 이전(李腆)
  - 6남 : 함성대군(咸城大君) 이응거(李應巨)
  - 장녀 : 안의공주 (安懿公主)